# Svitava
La Svitava (in tedesco: Zwittawa) è un fiume della Repubblica Ceca che attraversa la Regione di Pardubice e la Moravia Meridionale.
La Svitava nasce vicino alla città di Svitavy a 453 metri sul livello del mare, passa attraverso Blansko, e sfocia nel fiume Svratka presso la città di Brno dopo un percorso di 98,39 km.